# وولزثروپ-بای-کالسترورث
وولزثروپ-بای-کالسترورث (به انگلیسی: Woolsthorpe-by-Colsterworth) یک آبادی در بریتانیا است که در Colsterworth واقع شده‌است. این روستا زادگاه آیزاک نیوتن می‌باشد